# رؤوف ذهني
رؤوف ذهني ملحن ومطرب مصري (أسمه الكامل رؤوف أحمد محمد ذهني) من مواليد 5 أغسطس 1924 في الإسكندرية، وتوفي في 16 ديسمبر 1985. درس في معهد الموسيقى بالإسكندرية، وعمل سكرتيراً للموسيقار محمد عبد الوهاب.

## دراسته وحياته العملية
تلقى رؤوف ذهني تعليمه الأساسي بمدرسة المحمدية الابتدائية  بحي الحلمية الجديدة في القاهرة ثم التحق عام 1939 بمدرسة الصناعات الميكانيكية، وقد أظهر خلال دراسته ميلا للفن واهتماما بالموسيقى والغناء، حيث شارك بالغناء مع أقرانه في برنامج "بابا صادق" الذي كانت تقدمه الإذاعة المصرية، ثم أتقن العزف على البيانو. حصل رؤوف ذهني على دبلوم اللاسلكي من مدرسة الصناعات الميكانيكية عام 1941، وكان من أشد المعجبين بالموسيقار محمد عبد الوهاب، وتمكن من اللقاء به عن طريق والده وابنة عمة السيدة إقبال نصار (زوجة عبد الوهاب وأم أولاده)، وأعجب محمد عبد الوهاب بغناء وألحان رؤوف، وبالرغم من حصوله على وظيفة في مصلحة الأشغال العسكرية بوزارة الحربية، إلا أنه فضل أن يعمل سكرتيرا خاصا لعبد الوهاب وبمرتب قدره خمسون جنيها شهرياً. 
قام محمد عبد الوهاب بتلحين أغنيتين لسكرتيره رؤوف هما: "لما كنت عارف الحق عليكى" و"أنا واخد على خاطري منك" وصدرت الأغنيتين للإذاعة المصرية في أكتوبر  1941.

## انطلاق رؤوف ذهني الفني
ولم يظل رؤوف ذهني في وظيفة السكرتير كثيراً فقد خرج على الجمهور بلحنين وضعهما وغناهما المطرب الشهير وقتها "عبده السروجي"، وكان ذلك في سهرة يوم الإثنين 21 مايو 1945، وهما: "معلهش وماله يا دنيا" و"مين فينا كان الحق عليه". ورغم ذلك لم تطرق الشهرة باب رؤوف ذهني، ويبدو أن طموح رؤوف قد أثر في عبدالوهاب، لأنه نشط مرة ثانية وأعاد رؤوف إلى جمهور الغناء في مطلع الخمسينيات، واهتم عبد الوهاب بجانب تلحينه لرؤوف بالدعاية له كمطرب واعد، وكانت الأغنية الثالثة التي لحنها له عبد الوهاب وأذيعت مساء الخميس 28 يونيو 1951 هى طقطوقة كتبها مأمون الشناوي تبدأ بالمذهب التالى: "كل يوم وياك/ وغضبك مني يزيد النار في فؤادي .. النهارده معاك/ ويمكن بكره ما أكونشي معاك في الدنيا دي". وبعد ستة شهور قدم عبد الوهاب لتلميذه رؤوف لحن جديد لقصيدة "النيل" من أشعار "محمود حسن إسماعيل"، وقد غناها رؤوف للمرة الأولى في الإذاعة في الثامنة والربع من مساء الخميس 1 نوفمبر 1951.
وفي عام 1956 منح رؤوف ذهني للصحفي محمد تبارك حديثاً صحفياً نشرته مجلة "روز اليوسف" في عددها رقم 1488 وكان عنوان الحوار "رؤوف ذهني يصرخ: سرقني عبد الوهاب"، ودخل في نزاعات مع محمد عبد الوهاب تمت تسويتها ودياً، ولكن بعد رحيل رؤوف قامت زوجته برفع قضية ضد عبد الوهاب تتهمه بسرقة 40 لحناً من زوجها رؤوف ذهني.

## الضجة في وسائل الإعلام
كتب الزجال "بيرم التونسي" عام 1955 مقالا في مجلة الجيل  بعنوان "الأسطى والأستاذ" أشار في هذا المقال إلى أن وراء بعض ألحان الأستاذ محمد عبد الوهاب أسطى هو الملحن "رؤوف ذهني" وبعد عام واحد كتب الشاعر عبد المنعم السباعي صاحب كلمات أغنية "أنا والعذاب وهواك" في مجلة صباح الخير مقالا عدد فيه الاقتباسات الموسيقية لعبد الوهاب من: زكريا أحمد وكمال الطويل وعبد العظيم عبد الحق، وكان مصدر عبد المنعم السباعي الملحن رؤوف ذهني.
قالت الدكتورة رتيبة الحفني في كتابها "محمد عبد الوهاب حياته وفنه" أن رؤوف ذهني كان يعمل سكرتيرًا خاصًا بمكتب محمد عبد الوهاب وغضب عبد الوهاب من هذا الهجوم واتصل بالشاعر عبد المنعم السباعي وطالبه بإيقاف الحملة، وكتب رؤوف ذهني تعهدًا بأنه لم يسبق له أن لحن للأستاذ عبد الوهاب، وتقاضى رؤوف مقابل ذلك أربعة آلاف جنيه ولكنه عاد من جديد عام 1983 ونشر تحقيقاً صحفيا في مجلة "الوادى" المصرية – السودانية التي كانت تصدرها مؤسسة "روز اليوسف"، تحت عنوان "أنا والعذاب وعبدالوهاب"، وبشهادة رؤوف ذهني.

## أعماله
اللؤلؤة المسحورة: برنامج غنائي من تأليف الشاعر: محمد علي أحمد، غناء : إبراهيم حمودة - أحلام - عباس البليدي. الإخراج الإذاعي : ديمتري لوقا. تمثيل: سميحة أيوب - عبد الله غيث - عبد الرحيم الزرقانى - إبراهيم سكر - أحمد شوقي - شوقي بركة - عبد العزيز خورشيد - حسن فرحات - زكريا خطاب.
أغاني ليلى مراد: "كلمة أحبك"، "بتبيع وتشتري فيه"، "العيش والملح"، و"سنتين وأنا أحايل فيك"، "انتهينا"، "اسمع يا حبيبي"، "هو اللي بحبه".
أغاني نجاة الصغيرة: "سلم لي عليه"، "قصة هوايا"
أغاني صباح: "يا بخت حبيبي"، "أكتر من حياته"
أغاني محمد قنديل: "ياللي معايا ومش ويايا"، "بعدين وياك"
عبد الحليم حافظ: "ثورتنا المصرية"
فايدة كامل: "طار الحمام من غيته"
مديحة عبد الحليم: "انت وانا"
كما لحن لكل من: مها صبري وشريفة فاضل وعادل مأمون وفدوى عبيد وكارم محمود وماهر العطار.

## أفلامه
فيلم "عودة الحياة" 1959، (تلحين أغنية هو ده)
فيلم "جسر الخالدين" 1960، تلحين
فيلم "حياتي عذاب" 1979، تلحين
فيلم "رحلة الشقاء والحب" 1982، تلحين 

## وصلات خارجية
رؤوف ذهني على موقع قاعدة بيانات الأفلام العربية

https://www.youtube.com/watch?v=msQMv8jzIZk رؤوف ذهني
https://www.youtube.com/watch?v=0bvknxzdnhM رؤوف ذهني
https://www.youtube.com/watch?v=TVkRtqydzLU رؤوف ذهني
https://www.youtube.com/watch?v=3R_zqGpz5iA رؤوف ذهني
https://www.youtube.com/watch?v=_8LdPV4hCn0 رؤوف ذهني
https://www.youtube.com/watch?v=ifuKAsmBycg رؤوف ذهني
https://www.youtube.com/watch?v=fuli5q4Dx58 رؤوف ذهني
https://www.youtube.com/watch?v=zjahsP6w32w رؤوف ذهني